# بريت ماهر
بريت ماهر (بالإنجليزية: Brett Maher) مواليد 17 أبريل 1973، هو لاعب كرة سلة أسترالي سابق بدأ مسيرته الاحترافية في سنة 1992 ويحمل الرقم 5.

## روابط خارجية
- بريت ماهر على موقع الاتحاد الدولي لكرة السلة (الإنجليزية)
- بريت ماهر على موقع كرة السلة الأوروبية.كوم (الإنجليزية)
- بريت ماهر على موقع ريلجم (الإنجليزية)
- بريت ماهر على موقع بروبوليرز (الإنجليزية)
- بريت ماهر على موقع سبورتس رفرنس (الإنجليزية)
- بريت ماهر على موقع أوليمبيديا (الإنجليزية)
- بريت ماهر على موقع اللجنة الأولمبية الأسترالية (الإنجليزية)